# Little Walsingham
Little Walsingham – wieś w Anglii, w Norfolk. W 2016 miejscowość liczyła 658 mieszkańców.
W 1961 wieś liczyła 686 mieszkańców.